# Вацеба Оксана Михайлівна
Оксана Михайлівна Ваце́ба (нар. 2 лютого 1966, Івано-Франківськ) — українська педагогиня, управлінка, професор, членкиня-кореспондентка Української Академії наук, почесна працівниця фізичної культури і спорту (2006), відмінниця освіти України (1997).

## Біографічні відомості
Здобула освіту у Львівському державному інституті фізичної культури (нині — університет) (1988, з відзнакою). Активно займалася спортом — виступала у складах жіночих команд майстрів з баскетболу «ДБК» (Львів) та «Сталь» (Дніпропетровськ).
Її обирали депутаткою Львівської міської ради. Працювала викладачкою Івано-Франківського технікуму фізичного виховання (нині — коледж, 1988—1990).

## Наукова діяльність
Від 1990 року — аспірант, викладач, старший викладач, заступник декана, декан факультету спорту, завідувач кафедри теорії і методики фізичного виховання, проректор з наукової роботи Львівського державного університету фізичної культури.
Кандидат педагогічних наук з 1994, професор 3 2004 р. Тема кандидатської дисертації: «Спортивно-гімнастичний рух в Західній Україні (к. XIX — 30-і роки XX ст.)». Підготувала 11 кандидатів наук. Автор понад 200 наукових праць, у тому числі монографій, підручників та посібників.
У 1997—2000 рр. член спеціалізованої вченої ради по захисту кандидатських дисертацій у Волинському державному університеті імені Лесі Українки. У 2000—2006 роках — вчений секретар спеціалізованої вченої ради по захисту кандидатських дисертацій Львівського державного університету фізичної культури. Від 1997 року ініціатор та організатор проведення у Львові масштабних наукових конференцій «Молода спортивна наука України»; ініціатор відкриття у ЛДУФК першого в галузі фізичної культури і спорту електронного фахового видання «Спортивна наука України».
З 2009 року член спеціалізованої вченої ради Волинського державного університету імені Лесі Українки.
Член Виконкому Олімпійської Академії України, член редколегії журналу «Фізичне виховання в школі» (Київ), член виконкому відділення НОК України у Львівській області, член правління Львівської обласної організації «Просвіта», член Львівського обласного відділення товариства зв'язків з українцями поза межами України (Товариство «Україна-Світ»), відповідальний секретар відділення НОК України у Львівській області.
Від 2001 року член Міжнародної ради здоров'я, фізичного виховання, рекреації, спорту і танцю (ICHPER-SD) (США, Рестон).
З липня 2009 року працює на посаді заступника начальника управління з питань фізичної культури та спорту Львівської обласної державної адміністрації.

## Основні праці
- Вступ до спеціальностей галузі «Фізичне виховання і спорт»: Підручник. — Харків: ОВС, 2005. — 240 с. (у співавторстві з М. С. Герциком)
- Теорія і методика наукових педагогічних досліджень у фізичному вихованні та спорті: Навчальний посібник. — Тернопіль: Навчальна книга-Богдан, 2008. — 276 с. (у співавторстві з Б. М. Шияном)
- Енциклопедія олімпійського спорту України / За ред. В. М. Платонова. — Київ: Олімпійська література, 2005. — 463 с. (у складі авторського колективу)
- Золоті сторінки олімпійського спорту України / За ред. І. Н. Федоренка. — Київ: Олімпійська література, 2000. — 192 с. (у складі авторського колективу)
- Нариси з історії західноукраїнського спортивного руху. — Івано-Франківськ: Лілея-НВ, 1997. — 232 с.
- Студентський спортивний рух: історія та сучасність. Л.: НВФ «Українські технології», 2003. — 60 с. (у співавторстві з С. І. Степанюк)
- Український спорт: бібліографічний покажчик книжкових видань з фізичного виховання та спорту в Україні (1922—1941) / Уклад. та автор передмови О. Вацеба; Ред. кол.: Б. Якимович, О. Вацеба, М. Герцик та ін. — Львів: ЛНУ ім. І.Франка, 2002. — 120 с.: іл. — (українська біобліографія. Нова серія; Ч.6). — 120 с.
- Спорт української діаспори: Покажчик книжкових видань з фізичного виховання і спорту української діаспори. — Львів: Українські технології, 2003. — 84 с.
- Історія фізичної культури та спорту в тематиці дисертаційних досліджень: Покажчик авторефератів дисертацій з історії фізичної культури та спорту (1950—2002 рр.). — Л.: НВФ «Українські технології», 2003. — 52 с.

## Журнальні публікації
- Унікальна українська чемпіонка Марія Ковач // Фізичне виховання в школі, — № 3, 2006. — С. 49 — 50.
- Impact of International Olympic Movement on the Formation and Development of Organizational Structure of Structure of Sport in Ukraine // Wychowanie fizyczne i Sport — VI Miedzynarodowy Konqres Naukowy. — Warszawa, 2002. — S. 386—387.
- Особенности зарождения украинской научно-методической мысли в области теории и методики зимних видов спорта (20 — 30 е годы XX столетия) // Сборник научных трудов, посвящ. 70 — летию образования кафедры теории и методики лыжного спорта РГУФК. — М., РГУФК, — 2007. — С. 46 — 52.
- Урок фізичної культури у системі початкової шкільної освіти Польщі // Молода спортивна наука України: зб. наук. пр. з галузі фіз. культури та спорту. — Л., 2009. — Вип. 13. — Т.2. — С. 187—191. (у співавт.)